# Жилой дом (Финляндский проспект, 1)
Жилой дом на Финляндском проспекте, 1 (народное прозвище «Синяк» из-за использования синей керамической плитки) — здание в стиле советского модернизма. Расположено в Выборгском районе Санкт-Петербурга.
Построен в 1973—1987 году Викторией Струзман, задуман Сергеем Сперанским как фон для гостиницы «Ленинград». Дом занимает всю длину проспекта, гигантские размеры его мансард и арок более характерны для американского постмодерна, чем для Ленинграда. Для центральной части города также было необычным использование столь активного цвета. По первому этажу идёт пешеходная галерея, квартиры верхних этажей двухуровневые.
Для постройки здания было снесено не менее десяти домов; предполагалось, что будет снесено больше и дом получит продолжение по набережной.